# Baccalà mantecato
(Pellegrino Artusi, La scienza in cucina e l'arte di mangiar bene, 1891)
Il baccalà mantecato è un'emulsione cremosa tipica della cucina veneziana, preparata con stoccafisso e olio. Tale piatto è tradizionalmente servito sui cicheti dei bacari della città di Venezia.
La ricetta viene chiamata baccalà montebianco da Pellegrino Artusi nel celebre ricettario La scienza in cucina e l'arte di mangiar bene del 1891.

## Storia
Il 14 gennaio 1432 il patrizio veneziano Pietro Querini, partito da Candia (l'attuale Creta) dopo mesi in balia delle onde dell'Oceano Atlantico, naufragò con pochi compagni superstiti su un'isola dell'arcipelago norvegese delle Lofoten. I naufraghi vennero salvati dai pescatori della vicina isola di Røst, dove rimasero per oltre quattro mesi. Durante il soggiorno, Querini conobbe e annotò sul suo diario (oggi conservato nella Biblioteca Apostolica Vaticana) gli usi e costumi degli abitanti di Røst, incluse le abitudini alimentari:
(Pietro Querini)
Il 12 ottobre 1432 Pietro Querini riuscì a ritornare a Venezia, dove portò gli stoccafissi, che godettero subito di un grande successo e che i veneziani impararono ad apprezzare, sia per la sua bontà gastronomica che per le sue caratteristiche di cibo a lunga conservazione molto utile sia nei viaggi di mare che di terra, oltre che per la caratteristica di essere un "cibo magro", così da divenire uno dei piatti consigliati negli oltre 200 giorni di magro, fissati dal concilio di Trento.
La tradizione veneziana di battere il baccalà è citata da Carlo Goldoni nella commedia Le baruffe chiozzotte del 1762.

## Ricetta

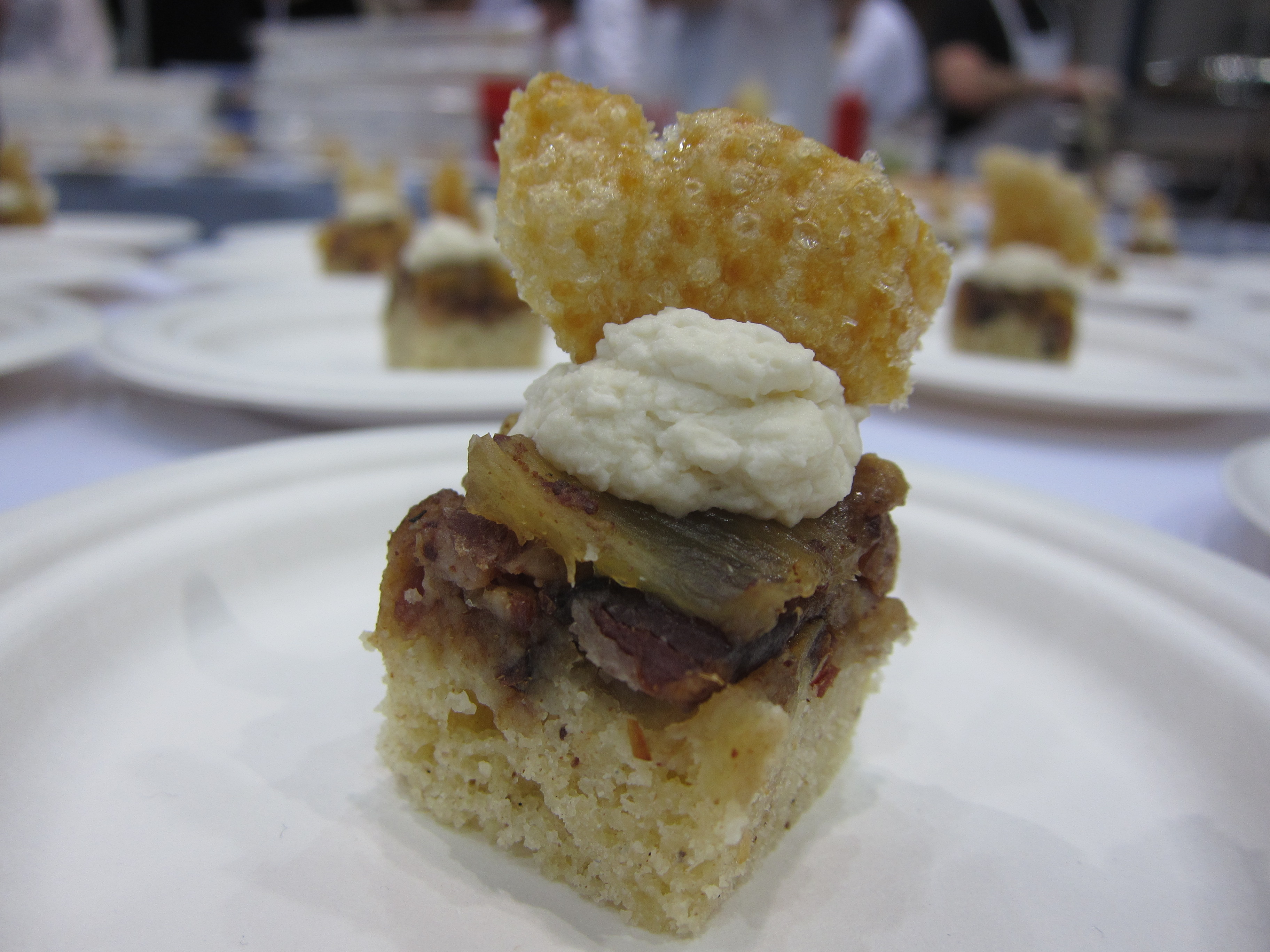
Cicheto

### Ingredienti
- stoccafisso: 300 grammi
- olio extravergine di oliva: 300 ml
- aglio: uno spicchio
- limone: uno
- alloro: alcune foglie
- sale e pepe: quanto basta

### Preparazione
Dopo averla lasciata in ammollo e deliscata, la polpa e la pelle del baccalà devono essere bollite per una ventina di minuti in acqua salata con aglio, limone, alloro e pepe.
Dopo averla scolata, la polpa dello stoccafisso viene sbattuta energicamente a lungo con un cucchiaio di legno ed emulsionata con un filo di olio extravergine d'oliva, facendola montare in maniera simile alla maionese, fino ad ottenere la tipica mantecatura, cioè un aspetto simile ad una soffice crema di burro morbido. Può essere utile aggiungere un po' d'acqua di cottura per finalizzare la spuma.
Il baccalà mantecato viene servito freddo o a temperatura ambiente, tradizionalmente su un crostino di pane o una fetta soda di polenta calda, eventualmente abbrustolita sulla griglia, preparata con granoturco bianco di varietà Marano o Bianco perla.
Oltre alle tradizionali preparazioni casalinghe e ristorative, la tradizione del Baccalà Mantecato è preservata e promossa dalla Dogale Confraternita del Baccalà Mantecato. Fondata con lo scopo di mantenere viva l'autenticità di questo piatto veneziano, la Confraternita si dedica all'educazione sulle tecniche di preparazione autentiche e riconosce quei locali che seguono strettamente la tradizione attraverso un sistema di certificazione.